# Eva Lysová
Eva Lysová (* 12. ledna 2002 Kyjev) je německá profesionální tenistka. Ve své dosavadní kariéře na okruhu WTA Tour nevyhrála žádný turnaj. V rámci okruhu ITF získala tři tituly ve dvouhře.
Na žebříčku WTA byla ve dvouhře nejvýše klasifikována v červenci 2025 na 55. místě a ve čtyřhře v listopadu 2022 na 768. místě.
V německém týmu Billie Jean King Cupu debutovala v roce 2022 rijeckou světovou baráží proti Chorvatsku, v níž vyhrála úvodní dvouhru nad Petrou Martićovou. Podruhé v kariéře tak porazila členku elitní světové padesátky. Němky zvítězily 3:1 na zápasy. Do dubna 2025 v soutěži nastoupila ke dvěma mezistátním utkáním s bilancí 1–1 ve dvouhře a 0–0 ve čtyřhře.

## Soukromý život
Narodila se roku 2002 v ukrajinské metropoli Kyjevě do rodiny Vladimira a Marie Lysových. Otec se jako bývalý profesionální tenista začal po konci kariéry věnovat trenérství a přivedl dceru k tenisu. Matka je právnička. V roce 2003 emigrovala rodina z Ukrajiny do Německa a usadila se v Hamburku. O pět let starší sestra Lisa Matvijenková hrála tenis na okruhu ITF a v sezóně 2021 ukončila kariéru, aby se věnovala studiu práva. Má také mladší sestru Isabellu Lysovou. Vystudovala hamburské sportovní gymnázium Altera Teichwega, na kterém maturovala také Carina Witthöftová.
Bezprostředně po ruské invazi na Ukrajinu v únoru 2022 se ohradila vůči některým ruským tenistkám, s nimiž hrála v době napadení turnaje v Nur-Sultanu, za jejich nevhodného chování, zesměšňování a projevy neúcty vůči Ukrajině v otázce války.

## Tenisová kariéra
Na okruhu WTA Tour debutovala červencovým Hamburg European Open 2021, kam ji organizátoři udělili divoké karty do čtyřhry a kvalifikace dvouhry. S krajankou nigerijského původu Nomou Nohou Akugueovou na úvod podlehly Moně Barthelové a Mandy Minellaové. S Lucemburčankou Minellaovou vypadla i v prvním kole kvalifikace.

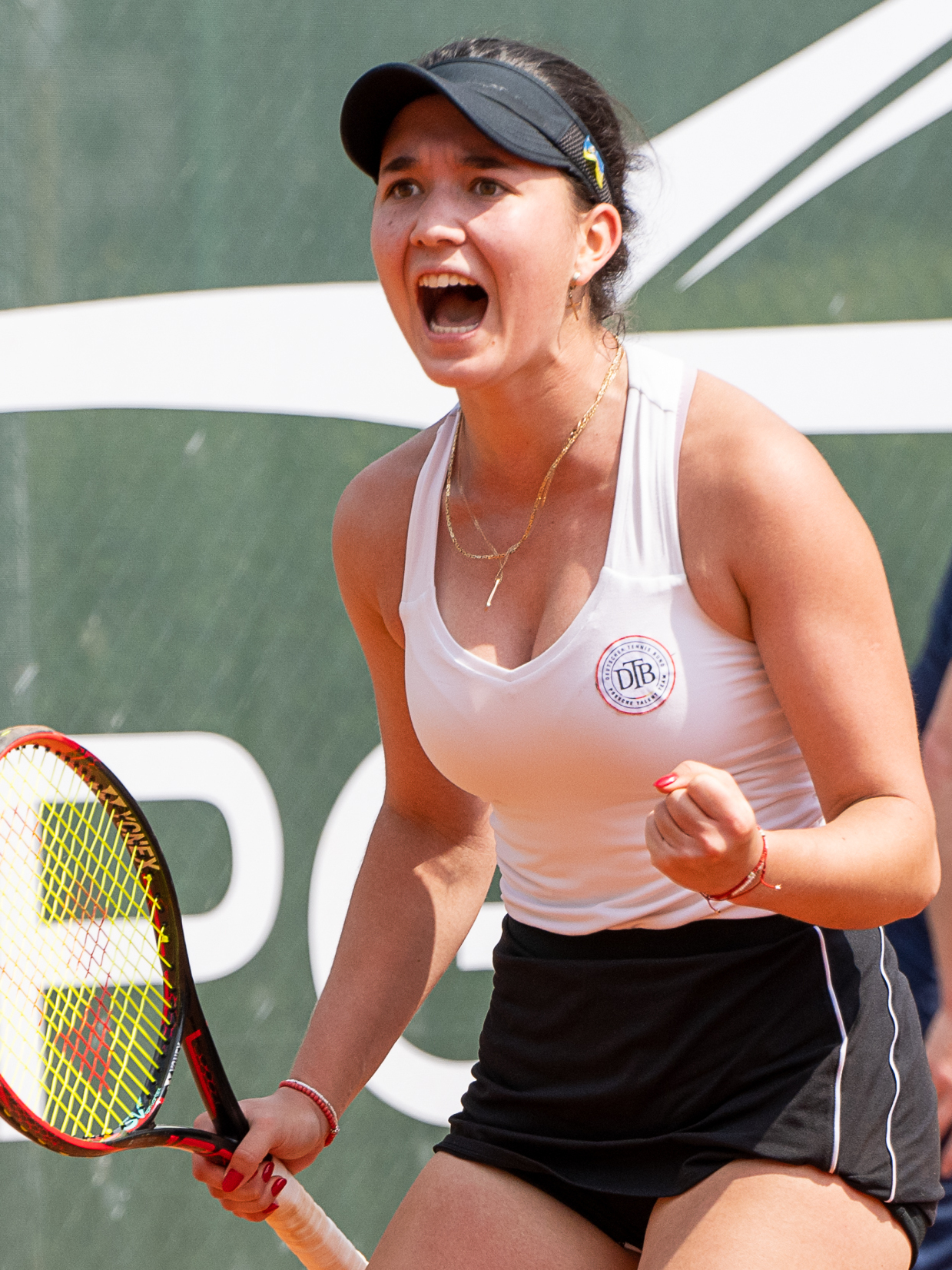
Vítězné emoce na 100tisícovém wiesbadenském turnaji ITF po výhře nad Burelovou (2022)

Do singlové soutěže túry WTA poprvé zasáhla na halové antuce Porsche Tennis Grand Prix 2022 ve Stuttgartu. Jako členka místního Porsche Talent Teamu získala divokou kartu do kvalifikace, kterou z pozice 342. hráčky žebříčku prošla přes Bucșovou a von Deichmannovou. V hlavní soutěži pak přehrála světovou osmatřicítku Viktoriji Golubicovou, čímž dosáhla první výhry nad členkou Top 50. Poté však získala jen dva gamy na světovou jedničku a pozdější šampionku Igu Świątekovou.
Po vyřazení v úvodu kvalifikace Wimbledonu 2022 i kvalifikačním kole US Open 2022 od Catherine Harrisonové, zasáhla do hlavní grandslamové soutěže poprvé na lednovém Australian Open 2023. V závěru melbournské kvalifikace zdolala Andořanku Jiménezovou Kasintsevovou. Porážku ze stuttgartské kvalifikace jí v úvodu dvouhry oplatila stá hráčka žebříčku Cristina Bucșová, přestože hladce získala úvodní set. Na navazujícím Upper Austria Ladies Linz 2023 přešla přes šťastnou poraženou Kamillu Rachimovovou, než její cestu soutěží ukončila maďarská kvalifikantka Dalma Gálfiová. Na obou velkých jarních turnajích, BNP Paribas Open v Indian Wells a Miami Open 2023, skončila v kvalifikačním kole. Na prvním z nich podlehla Ysaline Bonaventureové a na druhém krajance Lauře Siegemundové. Kvalifikačním sítem neprošla ani na French Open a ve Wimbledonu 2023. 
Do prvního kariérního čtvrtfinále na okruhu WTA postoupila na antukovém Hamburg European Open 2023 přes Majar Šarífovou a Pannu Udvardyovou. Poté jí stopku vystavila světová šedesátka Arantxa Rusová. Debutovou grandslamovou výhru zaznamenala na US Open 2023 po zvládnuté kvalifikaci, když v prvním kole zdolala Američanku Robin Montgomeryovou startující na divokou kartu. V dalším zápase však podlehla Italce Lucii Bronzettiové z osmé desítky žebříčku.
Do hlavní soutěže Australian Open 2025 postoupila coby šťastná poražená z kvalifikace, po odstoupení třinácté nasazené Anny Kalinské krátce před prvním kolem kvůli zraněnému zápěstí. O účasti ve dvouhře se dozvěděla deset minut před zahájením. Bez rozehry porazila australskou jedničku Kimberly Birrellovou z počátku druhé světové stovky ve dvou setech. Nezastavily ji ani Varvara Gračovová s Jaqueline Cristianovou. Stala se tak první šťastnou poraženou osmifinalistkou Australian Open v otevřené éře, šestou takovou na grandslamu a první od Avanesjanové na French Open 2023. Ve čtvrtém kole ji deklasovala Iga Świąteková, na níž uhrála jediný game. Na vítězné údery ji Polka přehrála 28–7. Jediné dva brejkboly, které proti světové dvojce měla v úvodní hře, nevyužila. Po skončení si zajistila debut v první světové stovce.

## Tituly na okruhu ITF
| Dotace turnajů okruhu ITF | Dotace turnajů okruhu ITF |
| ------------------------- | ------------------------- |
| 100 000 $ tournaments     | 80 000 $ tournaments      |
| 60 000 $ tournaments      | 40 000 $ tournaments      |
| 25 000 $ tournaments      | 15 000 $ tournaments      |

### Dvouhra (3 tituly)
| Č. | datum       | turnaj                | povrch      | poražená finalistka       | výsledek      |
| -- | ----------- | --------------------- | ----------- | ------------------------- | ------------- |
| 1. | březen 2020 | Altenkirchen, Německo | koberec (h) | Bibiane Schoofsová        | 6–2, 6–4      |
| 2. | říjen 2021  | Istanbul, Turecko     | tvrdý (h)   | Indy de Vroomeová         | 6–3, 7–6(7–4) |
| 3. | říjen 2022  | Trnava, Slovensko     | tvrdý (h)   | Anna Karolína Schmiedlová | 6–2, 4–6, 6–2 |